# 토니 배질
토니 배질(영어: Toni Basil, 본명은 앤터니아 크리스티나 배질로타(영어: Antonia Christina Basilotta), 1943년 9월 22일 ~ )은 미국의 가수이자 배우이다. 그녀는 《Mickey》라는 노래의 원곡 가수로 널리 잘 알려져 있다.